# Le nègre du rapide numéro 13
Le nègre du rapide numéro 13, noto anche con il titolo italiano Cretinetti e il mistero del direttissimo n° 13, è un film del 1923, diretto da Joseph Mandement.

## Trama
Tornando a casa da Parigi – dove pure ha fatto baldoria col cognato, impiegato nella capitale - Cretinetti ha una coincidenza a Le Mans, dove perde un paio di treni e completa l'opera ubriacandosi in compagnia di un ferroviere, per poi mettersi a vagare pericolosamente tra i binari della stazione. Il ferroviere lo salva quando sta per essere investito da un treno, ma non può evitare che Cretinetti si imbratti completamente col carbone per cui la sua faccia diviene completamente nera.
Finalmente riesce a prendere l'ultimo treno notturno per la sua destinazione, ed entra nel bagno del vagone letto, cercando (inutilmente) di smaltire la sbornia. Quando ne esce, si infila barcollante nello scompartimento occupato da Agnese Therel, che, vedendolo – stranamente – con in mano un coltello, si spaventa e lo prende per un criminale che voglia ucciderla: pur di aver salva la vita, gli consegna la borsetta contenente i suoi gioielli, infilanfogliela in tasca. L'allarme si diffonde: Niquette Lyseron gli dà la sua preziosa collana e tutti gli occupanti del vagone finiscono con consegnargli chi il portafoglio, chi i gioielli. Solo il bel Agamennone ha il coraggio, azionato il freno d'emergenza, di affrontare Cretinetti e di buttarlo giù dal treno che sta rallentando.
I "derubati" raccontano l'accaduto al capotreno. Un tale Zambah-Ambah, solo perché aveva la faccia nera – anche se la sua era di un nero naturale – viene identificato come il rapinatore, e, giunti a Rennes, viene condotto in cella. Tempo dopo, Cretinetti, finalmente sobrio, è a casa. Ha saputo della rapina sul direttissimo n° 13, proprio la notte in cui vi era anche lui. Ma non ricorda più nulla di quella notte. Si ritrova nelle tasche la collana che risultava rubata (peraltro falsa e priva di valore, come aveva confessato Niquette al commissario): angosciato, si reca a sua volta alla centrale di polizia. Restituisce la collana e racconta quel poco che ricorda di quella notte: aveva in mano il coltello perché con esso, mentre era nella ritirata del treno, stava spolpando una coscia di pollo. Ma gli altri preziosi e il denaro rubati non si trovano: Cretinetti viene quindi arrestato e messo in cella con Zambah-Ambah. Qui seguono altre spiegazioni, non esenti da scontri fisici.
Seguendo una indagine diversa, il commissario ordina ai suoi uomini di setacciare i casinò della costa alla ricerca del pregiudicato Agamennone, cercando qualche prova che permetta di incriminarlo. In uno di questi casinò si trovano una sera, fra gli altri avventori, sia Agnese che il bel Agamennone: costui lascia cadere inavvertitamente uno degli anelli della donna, che ella riconosce senza ombra di dubbio, il che permette di arrestarlo.
Al commissariato di Rennes, presenti Cretinetti, con la moglie e le due figliolette, e gli altri viaggiatori del treno n° 13, il bel Agamennone confessa di aver sottratto il resto della refurtiva a Cretinetti quando lo aveva affrontato sul treno. Queste e altre spiegazioni scagionano sia Cretinetti che Zambah-Ambah, che sono diventati amici (è grazie alla testimonianza di Cretinetti che Zambah-Ambah è stato rilasciato). Le due bambine, figlie di Cretinetti e signora, destano l'ammirazione concorde di tutti: la munifica Niquette regala ad una di loro la collana (pura paccottiglia), sotto lo sguardo sornione del commissario, e Zambah-Ambah cinge il collo dell'altra bimba di un pendaglio .
Tempo dopo a casa di Cretinetti si svolge una piacevole cena di famiglia, con sua moglie, le figlie, e Zambah-Ambah.

## Produzione
Il protagonista André Deed (pseudonimo di André de Chapais) è famoso per aver interpretato il personaggio di Cretinetti (conosciuto con svariati nomi nelle varie aree linguistiche: Boireau e Gribouille in francese, Toribio in spagnolo, Foolshead in inglese, solo per citarne alcune) presente in svariati film di fama globale a partire dal 1909 fino a metà degli anni '20.
La pellicola conservata in versione francese dagli Archives françaises du film, ha una lunghezza (escluse le didascalie, che mancano) di 1185 metri; la copia in versione italiana conservata presso la Cineteca Italiana ha una lunghezza complessiva di 1541 metri. Negli archivi del Museo nazionale del cinema di Torino sono conservati appunti originali per l'esecuzione dell'imbibizione dei positivi.

## Distribuzione
Il film è uscito nelle sale cinematografiche francesi nel settembre del 1923, distribuito dalla A.E.I.O.U.. In Italia, dopo aver ottenuto il visto di censura il 17 febbraio 1925, il film è stato distribuito, posteriormente a tale data, dalla Società Anonima Stefano Pittaluga.
In epoca recente, Cretinetti e il mistero del direttissimo n° 13 è stato proposto al festival Giornate del cinema muto dell'ottobre 2000, organizzato dalla Cineteca del Friuli, e nel febbraio del 2001 nell'ambito dell'iniziativa Comici senza parole. Quando il cinema comincia a ridere, organizzata dal Dipartimento di Musica e Spettacolo dell'Università di Bologna.
Il film è visionabile sulla piattaforma YouTube, e, previa iscrizione, al sito della Cineteca Italiana.

## Accoglienza
DR (David Robinson), per la Cineteca del Friuli, rileva: "Questa affascinanente pellicola è l’ultima commedia interpretata da André Deed (Cretinetti). Un completo mistero circonda ancor oggi la sua lavorazione. Nulla si sa del regista, il cui nome talvolta è riportato come J. Mandemant e talvolta come J. Mandement, che non risulta aver fatto altri film. Questa è inoltre l’unica produzione della Compagnie Française du Film. Il film si distingue anche per la presenza di attori completamente sconosciuti, a parte Edouard Mathé e Jane Rollette, già attivi con Feuillade."